# Poolhaas
De poolhaas (Lepus arcticus) is een haas uit de familie van de Leporidae.

## Kenmerken
De zomervacht is grijsbruin en de wintervacht spierwit, maar de puntjes van de oren en de voetzolen blijven het hele jaar door zwart. Dankzij de dikke wintervacht wordt weinig warmte verloren in de ijzige koude. Ze hebben grote poten, die het wegzakken in de sneeuwlaag verhinderen. Het dier is 40 tot 60 cm groot en heeft een staart die 5 tot 10 cm lang is. Hij weegt 2,5 tot 7 kg, wat meer is dan konijn (1,8–4 kg).

## Leefwijzes
Deze dieren leven in rotsachtige terreinen of hellingen met spleten om in te schuilen. Ze leven vaak solitair, maar vooral 's winters komen ze in grote groepen bijeen om te rennen. Zo'n groep kan bestaan uit 300 dieren. Hun voedsel bestaat uit gras, kruiden, struikjes, knoppen, schors, bladen en bessen, maar ook mossen en korstmossen staan op het menu, zelfs zeewier. Ook kleine dieren en aas worden gegeten.

## Voortplanting
In de voortplantingstijd worden de vrouwtjes door de mannetjes achtervolgd en tot bloedens toe in de nek gebeten. Een vrouwtje werpt tot 3 maal per jaar 1 tot 8 jongen, die in het leger blijven. Dat is een kuiltje achter enkele stenen, dat bekleed is met gras, mos en vachthaar. Eens om de 18 uur worden ze door de moeder gezoogd.

## Verspreiding
Deze haasachtige leeft boven de boomgrens op de toendra in koude gebieden, voornamelijk in Noord-Amerika (Canada) maar ook in Groenland. Hij is daar algemeen en volkomen bestand tegen de strenge winters in zijn open, boomloze habitat.

## Vijanden
Zijn vijanden zijn onder andere de sneeuwuil, wolven, ijsberen, lynxen en de mens. Nochtans is zijn status algemeen.